# Lijst van olympische medaillewinnaars polo
Polo is een voormalige olympische sport, die op de Olympische Spelen werd beoefend. Deze pagina geeft de lijst van olympische medaillewinnaars in deze sport.

## Medaillewinnaars
| Editie | Goud | Zilver | Brons |
| ------ | --- | --- | --- |
| 1900   | Gemengd team GBR John Beresford Denis St. George Daly Alfred Rawlinson USA Foxhall Parker Keene Frank Mackey | Gemengd team GBR Walter Buckmaster Frederick Freake José de Madre USA Walter McCreery                                                                                        | Gemengd team FRA Robert Fournier-Sarlovèze Maurice Raoul-Duval Edouard Alphonse de Rothschild GBR Frederick Agnew Gill          |
| 1900   | Gemengd team GBR John Beresford Denis St. George Daly Alfred Rawlinson USA Foxhall Parker Keene Frank Mackey | Gemengd team GBR Walter Buckmaster Frederick Freake José de Madre USA Walter McCreery                                                                                        | Mexico Eustaquio de Escandón y Barrón Manuel de Villavieja Escandón y Barrón Pablo de Escandón y Barrón Guillermo Hayden Wright |
| 1908   | Groot-Brittannië Charles Miller George Miller Patteson Nickalls Herbert Haydon Wilson                        | Groot-Brittannië Walter Buckmaster Frederick Freake Walter Jones John Wodehouse                                                                                              | |
| 1908   | Groot-Brittannië Charles Miller George Miller Patteson Nickalls Herbert Haydon Wilson                        | Groot-Brittannië John Hardress Lloyd John McKann Percy O'Reilly Auston Rotherham                                                                                             | |
| 1920   | Groot-Brittannië Frederick Barrett Vivian Lockett Tim Melvill John Wodehouse                                 | Spanje Jacobo Fitz-James Stuart y Falcó Hernando Fitz-James Stuart y Falcó José de Figueroa y Alonso-Martínez Álvaro de Figueroa y Alonso-Martínez Leopoldo Sainz de la Maza | Verenigde Staten Terry Allen Arthur Harris Nelson Margetts John Montgomery                                                      |
| 1924   | Argentinië Arturo Kenny Juan Miles Guillermo Naylor Juan Nelson Enrique Padilla                              | Verenigde Staten Elmer Boescke Tommy Hitchcock, Jr. Frederick Roe Rodman Wanamaker                                                                                           | Groot-Brittannië Frederick Barrett Dennis Bingham Fred Guest Kinnear Wise                                                       |
| 1936   | Argentinië Manuel Andrada Roberto Cavanagh Luis Duggan Andrés Gazzotti                                       | Groot-Brittannië David Dawnay Bryan John Fowler Humphrey Patrick Guinness William Robert Norris Hinde                                                                        | Mexico Juan Gracia Zazueta Julio Muller Luján Antonio Nava Castillo Alberto Ramos Sesma                                         |

| Land | Goud | Zilver | Brons |
| ---- | ---- | ------ | ----- |
| GBR  | 2    | 3      | 1     |
| ARG  | 2    | 0      | 0     |
| ZZX  | 1    | 1      | 1     |
| USA  | 0    | 1      | 1     |
| ESP  | 0    | 1      | 0     |
| MEX  | 0    | 0      | 2     |

Parijs 1900 · 
Londen 1908 · 
Antwerpen 1920 · 
Parijs 1924 · 
Berlijn 1936
Olympische medaillewinnaars